# 小虾 (单曲)
《小虾》是中国大陆电视节目主持人李莎旻子的首支个人原创单曲，亦是她从主持人跨界到唱作人的第一次尝试。数字唱片于2017年7月27日在网易云音乐正式上线。

## 简介
《小虾》为李莎旻子参加《一年级·毕业季》期间所写。歌曲以轻松欢快的旋律与细腻自然的情感表达，讲述了李莎旻子参加《一年级·毕业季》的心路历程，展现了当下年轻人最真实的生活写照。整首歌的词曲创作均由李莎旻子一人负责，并邀请到郑楠参与编曲，吴梦奇担任歌曲的制作人。歌曲曾于2016年12月24日首播的《一年级·毕业季》第十期节目中作为插曲播放，及后于2017年7月27日正式发行数字唱片。此外，歌曲亦为2018年上映的网络大电影《进击吧，少女！》的主题曲。

## 曲目
| 曲序 | 曲目         | 词曲     | 编曲 | 製作人 | 时长 |
| ---- | ------------ | -------- | ---- | ------ | ---- |
| 1.   | 小虾         | 李莎旻子 | 郑楠 | 吴梦奇 | 3:23 |
| 2.   | 小虾（伴奏） | 李莎旻子 | 郑楠 | 吴梦奇 | 3:23 |